# CaesarAugusta (superordenador)
El superordenador CaesarAugusta es uno de los seis nodos que forman parte de la Red Española de Supercomputación en el año 2007. Este nodo se encuentra situado en el BIFI (Universidad de Zaragoza).

## Historia
En el año 2006 se realiza una ampliación del superordenador MareNostrum que dobla su capacidad reemplazando los nodos de los que dispone. Los nodos reemplazados son utilizados para crear varios nodos de supercomputación que forman la Red Española de Supercomputación. Uno de estos nodos se crea en la Universidad de Zaragoza
y da lugar al superordenador CaesarAugusta.

## Configuración
El sistema está compuesto de los nodos JS20 de IBM utilizados en el MareNostrum original alcanzado una potencia de 4'5 Tflops que lo sitúa en el puesto 417 de la clasificación top500 empatado con los otros 5 sitios creados a partir de los nodos del MareNostrum. Estos nodos utilizan un sistema operativo SUSE.